# Allocasuarina ophiolitica
Allocasuarina ophiolitica là một loài thực vật có hoa trong họ Casuarinaceae. Loài này được L.A.S.Johnson mô tả khoa học đầu tiên năm 1989.
Đây là loài cây ây bụi khác gốc thường mọc đến độ cao từ 1 đến 3 mét (3 đến 10 ft). Loài này được tìm thấy trong cây bụi nhiệt độ cao trên bề mặt serpentinit ở đông bắc New South Wales. Loài cây này được tìm thấy ở rất hạn chế là của New South Wales: từ Bralga Tops đến Curricabark và Glenrock.